# 훙멍
훙멍(중국어 간체자: 鸿蒙, 정체자: 鴻蒙, 병음: Hóngméng, 영어: Harmony OS) 또는 하모니OS는 2012년부터 화웨이에서 개발한 크로스 플랫폼 운영 체제로, 안드로이드 앱과 호환될 수 있다.
영문 개발 코드는 Ark OS였으나, 정식 출시 때 Harmony OS라는 이름으로 바뀌어져 출시되었다. Huawei HiSilicon이 개발한 오픈 소스 마이크로커널 기반 분산 운영 체제이다. 2019년 8월 9일에 공개된 이 플랫폼은 주로 사물 인터넷 (IoT) 장치용으로 설계되었다. 2019년 6월 14일자로 화웨이 경영진은 새로운 시스템의 존재와 화웨이의 "HONG MENG" 상표 출원을 확인해줬으며, 설명은 주로 사물 인터넷에 관한 것으로, 이는 스마트폰 시스템으로 개발되지 않을 수 있다는 의미이다. 화웨이 컨슈머 CEO 위청동 (Richard Yu, 余承東)은 2019년 8월 9일 화웨이 개발자 컨퍼런스 (Huawei Developers Conference 2019)에서 자체 운영 체제인 훙멍 OS(Harmony OS)의 공식 출시를 발표했다.
발표 이전에는 원래 2019년 5월에 미국 정부가 화웨이에 부과한 제재 조치에 대응하기 위해 화웨이 장치에서 안드로이드를 대체할 수 있는 모바일 운영 체제인 것으로 추측되었다. 2019년 7월에 화웨이 임원들이 훙멍(Harmony)을 IoT 하드웨어용으로 설계된 "산업용" 임베디드 운영 체제임을 표명하기 시작했으며, 모바일 운영 체제가 될 것이라는 이전 진술을 삭제했다.

## 개발 언어
하모니OS용 앱을 빌드하는 ARK 컴파일러는 자바스크립트, C 언어, C++, 코틀린(Kotlin)을 지원한다. 또한 HTML5, 리눅스, 안드로이드용 앱 등 다양한 앱과의 호환성을 기대할 수 있다.

## 안드로이드와의 관계
모놀리식 커널인 리눅스 커널을 쓰는 안드로이드와는 다르게, 마이크로커널을 쓴다고 한다. 운영 체제의 핵심인 커널이 다르기 때문에 안드로이드와는 전혀 다른 운영 체제로 보인다.
안드로이드의 apk 파일 설치도 가능은 하지만, 자체 앱 마켓도 갖추고 있다. 2019년 11월 4만 5천개의 앱이 있으나, 구글 플레이 스토어의 280만개에 비하면 적은 수이다.

## 한자 의미
이 운영 체제의 올바른 영어 이름은 "HARMONY Operating System이며, "Hong Meng"은 중국어 "鴻蒙" /Hóng Méng/의 로마자 알파벳 표기이다.
화웨이의 소비자 사업 대표인 Richard Yu (余 承東, Yu Cheng Dong)는 훙멍 (Hong Meng)은 중국어로, 외국인에게는 발음하기가 어렵기 때문에 Harmony OS라는 영어 이름을 쓰며, Hóng Méng과 발음이 유사한 HARMONY라는 단어가 선택되었다고 설명하였다.
鴻蒙은 고대 중국 신화 이야기에서 비롯된다. 고대 중국 사람들은 우주의 형성 이전의 상태가 "홍몽 (鸿蒙)"이라는 것을 믿었다. 즉, 천지개벽(天地開闢) 이전의 혼돈 상태를 의미한다.

## 같이 보기
- 안드로이드 (운영 체제)
- 티맥스OS
- 기린 (운영 체제)
- 하모니카 (운영 체제)
- 구름 플랫폼
- 한컴 구름
- 홍몽 (동양신화)(鴻蒙)
  - 홍몽세계(鴻濛世界) - 아직 사물의 구별이 뚜렷하지 아니한 천지가 개벽할 무렵의 세계
  - 장자 - 홍몽을 자주 언급한 위인